# Fluweeltangare
De fluweeltangare (Ramphocelus carbo) is een zangvogel uit de familie Thraupidae (tangaren).

## Verspreiding en leefgebied
Deze soort telt 8 ondersoorten:
- R. c. unicolor: centraal Colombia.
- R. c. capitalis: noordoostelijk Venezuela.
- R. c. magnirostris: Trinidad.
- R. c. carbo: zuidoostelijk Colombia, oostelijk Ecuador en oostelijk Peru, oostelijk via Venezuela, de Guyana's en noordelijk en centraal Brazilië.
- R. c. venezuelensis: oostelijk Colombia en noordelijk en westelijk Venezuela.
- R. c. connectens: zuidoostelijk Peru en noordwestelijk Bolivia.
- R. c. atrosericeus: noordelijk en oostelijk Bolivia.
- R. c. centralis: oostelijk Brazilië en noordelijk Paraguay.